# Копичинці (станція)
Копи́чинці — вузлова проміжна залізнична станція Тернопільської дирекції Львівської залізниці. Розташована в місті Копичинці Гусятинського району Тернопільської області на перетині двох ліній Тернопіль — Біла-Чортківська та Гусятин — Копичинці.

## Історія
1884 року завершили будівництво гілки між станціями Бучач і Гусятин залізниці Станиславів — Гусятин Близько 1896 року побудували залізничну лінію Тернопіль — Копичинці..
1894 року добудували ділянку до станції Тернопіль і з тих пір станція стала вузловою. Того ж року відкрили масивний двоповерховий вокзал. Він виконаний у класичному для цієї місцевості стилі, з характерними ризалітами, кам'яною кладкою, делікатними дерев'яними деталями та навісом. Цей стиль подібний до стилю житлових будинків, які зустрічалися в усій Австро-Угорщині. Тоді ж було побудовано і невелике паровозне депо, яке збереглось до наших часів, але використовується за іншим призначенням.
Під час Другої світової війни, у березні 1944 року, на станції радянські війська захопили німецький танк «Тигр», який готувався до евакуації в Німеччину. Станція практично не постраждала в жодній світовій війні, і сьогодні можна побачити її такою, якою вона була при будівництві.

## Загальні відомості
Станція призначена для обслуговування пасажирів та вантажів різного виду. На станції присутні дві платформи для висадки/посадки пасажирів сполучених чотирма наземними переходами. Довжина найдовшої платформи дозволяє прийняти до 14 пасажирських вагонів (у залежності від місця зупинки локомотива).
Через небезпечний рельєф регіону всі перегони, що ведуть до станції та й узагалі всі залізничні сполучення на південь від Тернополя не є електрифікованими. Тому рух потягів тут здійснюється дизельними тепловозами.
До станції з боку Тернополя і від станції в бік Чорткова (далі на Коломию) веде одноколійний перегін. Рельєф місцевості змушує залізничне полотно в цьому регіоні петляти та перетинати велику кількість мостів і долати круті спуски та підйоми.

## Пасажирське сполучення

### Приміське
Станція приймає щодня дві пари приміських поїздів сполученням Тернопіль — Заліщики та дві пари дизель-поїздів Тернопіль — Іване-Пусте.
З 1 вересня 2017 року курсує по вівторках і п'ятницях дизель-поїзд сполученням Тернопіль — Гусятин.

### Далеке
За час існування станції раніше тут курсували поїзди за різними маршрутами такі, як Москва — Софія, Київ-Пасажирський — Чернівці (через Заліщики), Київ-Пасажирський — Івано-Франківськ (через Заліщики, Коломию).
Нині курсує фірмовий пасажирський потяг «Гуцульщина» сполученням Київ-Пасажирський — Рахів, якими можна дістатися Вінниці, Хмельницького, Тернополя, Коломиї, Ворохти, Яремчі тощо.